# Colvin Smith
Colvin Smith RSA (1795 - 21 juillet 1875) est un portraitiste écossais.

## Biographie
Smith est né à Brechin, dans l'Angus, fils de John Smith, un marchand, et de sa femme, Cecilia Gillies. Il étudie l'art à Londres à la Royal Academy of Arts et travaille dans l'atelier de Joseph Nollekens. Il part ensuite travailler en Italie, où il exécute de belles copies d'après Titien et à Anvers il fait des études après les œuvres de Rubens.
De retour en Écosse en 1827, il s'installe à Édimbourg, occupant la maison et l'atelier qui ont autrefois appartenu au peintre écossais Henry Raeburn au 32 York Place. Bientôt, il atteint une large pratique en tant que portraitiste, et parmi a parmi ses modèles Francis Jeffrey, Henry Mackenzie, auteur de The Man of Feeling, et bon nombre des Écossais les plus célèbres de l'époque.
Son portrait de Walter Scott est si populaire qu'il en exécute une vingtaine de répliques. Ses œuvres se distinguent par un excellent dessin, par la franchise et la simplicité du traitement, et par une individualité bien marquée. Son portrait de Thomas Brown de Lanfine et Waterhaughs est accroché au greffe de l'Université de Glasgow.
Il meurt à Édimbourg le 21 juillet 1875. Il est enterré avec ses parents dans le cimetière de la cathédrale de Brechin.